# Mexikanischer Bohnenkäfer

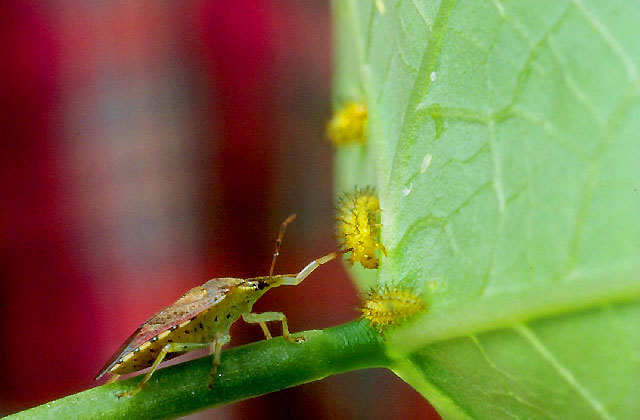
Larven, angegriffen von Podisus maculiventris

Der Mexikanische Bohnenkäfer (Epilachna varivestis) ist ein Käfer aus der Tribus Epilachnini der Marienkäfer. Zu dieser Gruppe zählen hauptsächlich Pflanzen fressende Arten.

## Merkmale
Die Käfer haben einen ovalen Umriss und werden etwa 6 bis 7 Millimeter lang. Die Männchen sind etwas kleiner als die Weibchen. Sie sind strohfarben oder cremig gelb gefärbt. Bei jungen Tieren sind acht schwarze Punkte auf jedem Deckflügel sichtbar, die in drei Reihen angeordnet sind. Ältere Tiere werden dunkler, bis sie eine bronzene Färbung annehmen. In dieser Zeit verschwinden auch die Punkte. Die neugeschlüpften Larven sind hellgelb gefärbt und werden maximal 1,6 Millimeter lang. Sie haben verzweigte Stacheln, die in sechs Reihen angeordnet sind. Diese sind zuerst ebenfalls hellgelb, werden aber einige Stunden nach der Häutung an den Spitzen dunkler und damit auffälliger. Ausgewachsene Larven sind 6 bis 9,5 Millimeter lang und haben eine grünlich-gelbe Farbe. Die Eier sind hellgelb bis orangegelb gefärbt und sind 0,6 Millimeter breit und 1,3 Millimeter lang.

## Vorkommen
Das ursprüngliche Verbreitungsgebiet dürfte die Hochebene im südlichen Mexiko sein. Von dort hat sich die Art über Mexiko und den meisten Staaten der USA östlich der Rocky Mountains ausgebreitet.
Nach Süden reicht ihre Verbreitung bis nach Guatemala, nach Norden bis in die Neuengland-Staaten und ins südliche Kanada. 1933 wurde berichtet, dass die Art in Florida ausgerottet worden sei, dennoch wurde sie 1938 dort wiedergefunden und hat sich seit 1942 wieder fest etabliert.

## Lebensweise
Das Weibchen legt 500 bis 600 Eier, die in Gruppen von 40 bis 75 an die Unterseite von Blättern sorgfältig befestigt werden, sodass sie senkrecht stehen. Bei warmem Wetter schlüpfen die Larven nach einer Woche, bei schlechtem nach zwei Wochen.
Die ersten, geschlüpften Larven bleiben zusammen und fressen am Blatt, auf dem sie geschlüpft sind. Ist das Blatt trocken, fressen sie auch die restlichen Eier. Werden die Larven älter, teilen sie sich in kleinere Gruppen auf. Bei der Verpuppung hängt sich die Larve an verschiedene Pflanzen, die Verpuppung kann von 5 bis zu 10 Tagen dauern. Die Imagines sind gute Flieger, das hilft ihnen bei der Nahrungssuche. Die Käfer fangen im Herbst an, Blätter zu suchen, in denen sie überwintern können. Meist ruhen sie bis zum Frühjahr, aber der Winterschlaf kann auch länger dauern.

## Der Käfer als Schädling
Dieser Käfer gehört zu den pflanzenfressenden Arten der Marienkäfer. Er gilt als Schädling, da besonders die Larven große Mengen an Pflanzenmaterial fressen. Larve und Imago ernähren sich von Nutz- und Zierpflanzen.
Als Bekämpfung hilft z. B. Podisus maculiventris aus der Familie der Baumwanzen, aber auch die Fliege Paradexodes epilachnae und die Wespe Pediobius foveolatus werden zur Biologischen Schädlingsbekämpfung eingesetzt.